# فرودگاه آبی رودخانه بار
فرودگاه آبی رودخانه بار (به انگلیسی: Bar River Water Aerodrome) یک فرودگاه خصوصی است که یک باند فرود آب دارد. این فرودگاه در کشور کانادا قرار دارد و در ارتفاع ۱۷۷ متری از سطح دریا واقع شده‌است.